# Thethan
Thethan (hangul: 태탄군, Thethan-kun, handzsa: 苔灘郡, RR: T'aet'an-kun) megye Észak-Koreában, Dél-Hvanghe (Hwanghae) tartományban. 1952-ben hozták létre Csangjon (Changyŏn), Pjokszong (Pyŏksŏng), Ongdzsin (Ongjin) és Szonghva (Songhwa) egyes területeiből, ekkor emelték megyei rangra is.

## Földrajza
Északról Szamcshon (Samch'ŏn) és Sincshon (Sinch'ŏn), keletről Pjokszong (Pyŏksŏng), délről Ongdzsin (Ongjin), nyugatról Csangjon (Changyŏn) és Rjongjon (Ryongyŏn) megye, délnyugatról a Sárga-tenger (Nyugati-tenger) határolja.
Legmagasabb pontja az 527 méter magas Kukszabong (국사봉; 國師峯, Kuksabong).

## Közigazgatása
1 községből (up (ŭp)), 15 faluból (ri (ri)) áll:
| - Thethan-up (태탄읍; 苔灘邑, T'aet'an-ŭp) - Kongsze-ri (공세리; 公稅里, Kongse-ri) - Kvaszan-ri (과산리; 苽山里, Kwasan-ri) - Kiam-ri (기암리; 基岩里, Kiam-ri) - Tedzsin-ri (대진리; 代陣里, Taejin-ri) - Rjudzsong-ri (류정리; 柳亭里, Ryujŏng-ri) - Mokkam-ri (목감리; 牧甘里, Mokkam-ri) - Muszan-ri (무산리; 茂山里, Musan-ri) | - Pujang-ri (부양리; 釜洋里, Puyang-ri) - Szambong-ri (삼봉리; 三峯里, Sambong-ri) - Szongnam-ri (성남리; 城南里, Sŏngnam-ri) - Szudong-ri (수동리; 水洞里, Sudong-ri) - Ogam-ri (옥암리; 玉岩里, Ogam-ri) - Unszan-ri (운산리; 雲山里, Unsan-ri) - Csicshon-ri (지촌리; 芝村里, Chich'on-ri) - Hakcshon-ri (학천리; 鶴踐里, Hakch'ŏn-ri) |

## Gazdaság
Thethan (T'aet'an) megye gazdasága mezőgazdaságra, halászatra és bányaiparra épül.

## Oktatás
Thethan (T'aet'an) megye egy mezőgazdasági főiskolának, 19 általános és 17 középiskolának ad otthont.

## Egészségügy
A megye számos egészségügyi intézménnyel rendelkezik, köztük 1 megyei és kb. 10 helyi kórházzal.

## Közlekedés
A megye közutakon a szomszédos helységek felől közelíthető meg. A megye vasúti kapcsolatokkal nem rendelkezik.